# Рауф Рашид Абдель-Рахман
Рауф Рашид Абдель-Рахман (араб. رؤوف راشد عبد الرحمن‎; курд. ڕەئووف ڕەشید عەبدولڕەحمان; род. 13 ноября 1941, Халабджа, Ирак) — иракский политический деятель и судья в отставке, председатель судебной палаты Иракского Верховного Трибунала с 24 января по 5 ноября 2006 года, министр юстиции Курдистана с 10 ноября 2009 по 5 апреля 2012.

## Биография

### Ранние годы
Рауф Рашид Абдель-Рахман родился 13 ноября 1941 года в Халабдже. По национальности — курд. Занимал должность судьи во время правления Саддама Хусейна.
В 1958 году поступил на юридический факультет Багдадского Университета.

### Процесс «Эд-Дуджейль»
14 января 2006 года прошлый председатель судебной палаты Иракского Верховного Трибунала (Ризгар Мохаммед Амин), где шел судебный процесс над Саддамом Хусейном и его сподвижниками подал прошение об отставке. Иракское правительство считало, что он слишком мягко относится к обвиняемым и оказывало на него давление. 24 января он официально сложил свои полномочия.
В тот же день Рауф стал новым председателем трибунала над Саддамом Хусейном и его сподвижниками. Он был куда более строг ко всем обвиняемым, чем его предшественник, практически на каждом заседании вступал в перепалку с ними, в особенности с Саддамом и его единоутробным братом Барзаном Ибрагимом ат-Тикрити. Бывший президент часто называл его «прислужником оккупантов».
1 февраля 2006 года пятеро обвиняемых и их адвокаты объявили Рауфу бойкот и требовали, чтобы судью сменили, поскольку он по их мнению «враждебно относится к обвиняемым».
5 ноября 2006 года, вынес смертный приговор Саддаму Хусейну, Барзану Ибрагиму ат-Тикрити и Авваду Хамиду аль-Бандару, который был приведён в исполнение 30 декабря 2006 года и 15 января 2007 года соответственно.

### После
В декабре 2006 года был вынужден вместе со своей семьей выехать в Великобританию, где в марте 2007 года попросил политическое убежище. По другим данным, он просто отдыхал со своей семьёй.
После возвращения в Ирак, занял пост министра юстиции Курдистана.

## Слухи о его смерти
20 июня 2014 года в сети появились слухи о том, что Рауфа убили боевики в знак мести за вынесение смертного приговора Саддаму Хусейну. Позже, данная информация была опровергнута и было подтверждено, что судья жив.
В СМИ в течение 2010-х годов несколько раз объявлялось о том, что судья умер или убит, однако данные слухи опровергались.

## Личная жизнь
Рауф Рашид Абдель-Рахман женат, у него трое дочерей и один сын.